# Sarkidiornis melanotos
El pato crestudo afroasiático (Sarkidiornis melanotos), también denominado pato crestudo pato ganso, ganso de espolón, pato arrocero y pato de moco, es una especie de ave anseriforme de la familia Anatidae natural de África y el sur de Asia.

## Características

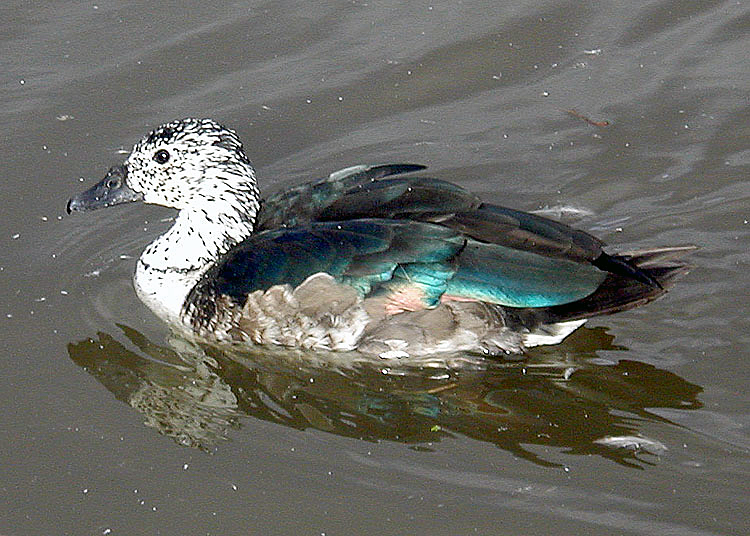
Hembra de Sarkidiornis melanotos

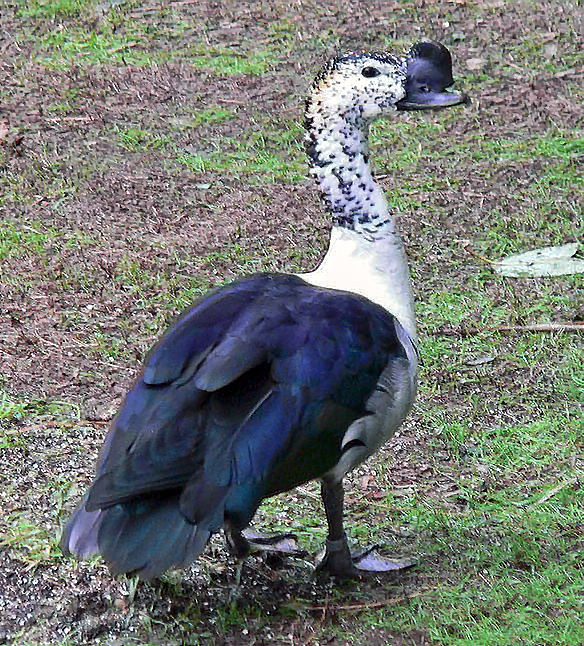
Macho de Sarkidiornis melanotos

Presenta dimorfismo sexual; la hembra tiene los flancos más barreados y no tiene carúncula; el macho tiene una prominente carúncula sobre el pico, y es más grande que la hembra. La longitud total es de 55 a 75 cm; pesa en promedio de 1,3 a 2,6 kg.

## Distribución
En África habita la región tropical desde el sur del desierto de Sahara hasta aproximadamente el trópico de Capricornio. También se encuentra presente en la isla de Madagascar. Y en Asia es natural en la mayor parte de la India, incluyendo a Sri Lanka (Ceilán), hasta el occidente de Indochina al norte de la península de Malaca.

## Historia natural
Posa en árboles, vuela en fila. Vive en lagos de agua dulce, con vegetación baja, o limpios en sus riberas preferentemente, esteros, sabanas inundadas, ríos y bañados. En cuanto a la altitud ocupa ambientes desde el nivel del mar hasta los 1200 m s. n. m.
Nidifica una vez al año. El nido lo construye en el suelo entre vegetación alta o dentro de huecos en los árboles. En zonas de bosque ribereño tiene preferencia por árboles que quedan dentro del agua en momentos de inundación. Pone de ocho a doce huevos, de coloración castaño pálidos. La incubación tarda 30 días y es realizada por la hembra.
Es principalmente herbívoro; se alimenta de vegetación tierna, granos de agroecosistemas como (maíz, sorgo, mijo), y artrópodos acuáticos.